# Вовк і семеро козенят
«Вовк і семеро козенят» (нім. Der Wolf und die sieben jungen Geißlein) — казка братів Грімм, оприлюднена в складі циклу казок у 1812-1815. За системою класифікації казкових сюжетів Аарне-Томпсона має номер 123.

## Оповідь
Мати-коза, відлучаючись з дому, попереджає своїх козенят остерігатися вовка, що бродить неподалік. Вовк, скориставшись нагодою, стукає до козенят і запевняє, що він їхня мати. Ті у відповідь кажуть, що голос їхньої матері м'який, тоді як його — грубий. Вовк з'їдає шматок крейди, щоб пом'якшити свій голос. За іншим переказом коваль виковує вовку нове співуче горло. Однак козенята все одно не впускають його в хату: лапи у їхньої матері білі, а не чорні, як у вовка. Той йде на млин і бруднить свої лапи в борошні. Козенята цього разу впускають вовка, який тут же з'їдає їх усіх, крім найменшого, що сховався в грубці. В англійській оповіді — у футлярі годинника.

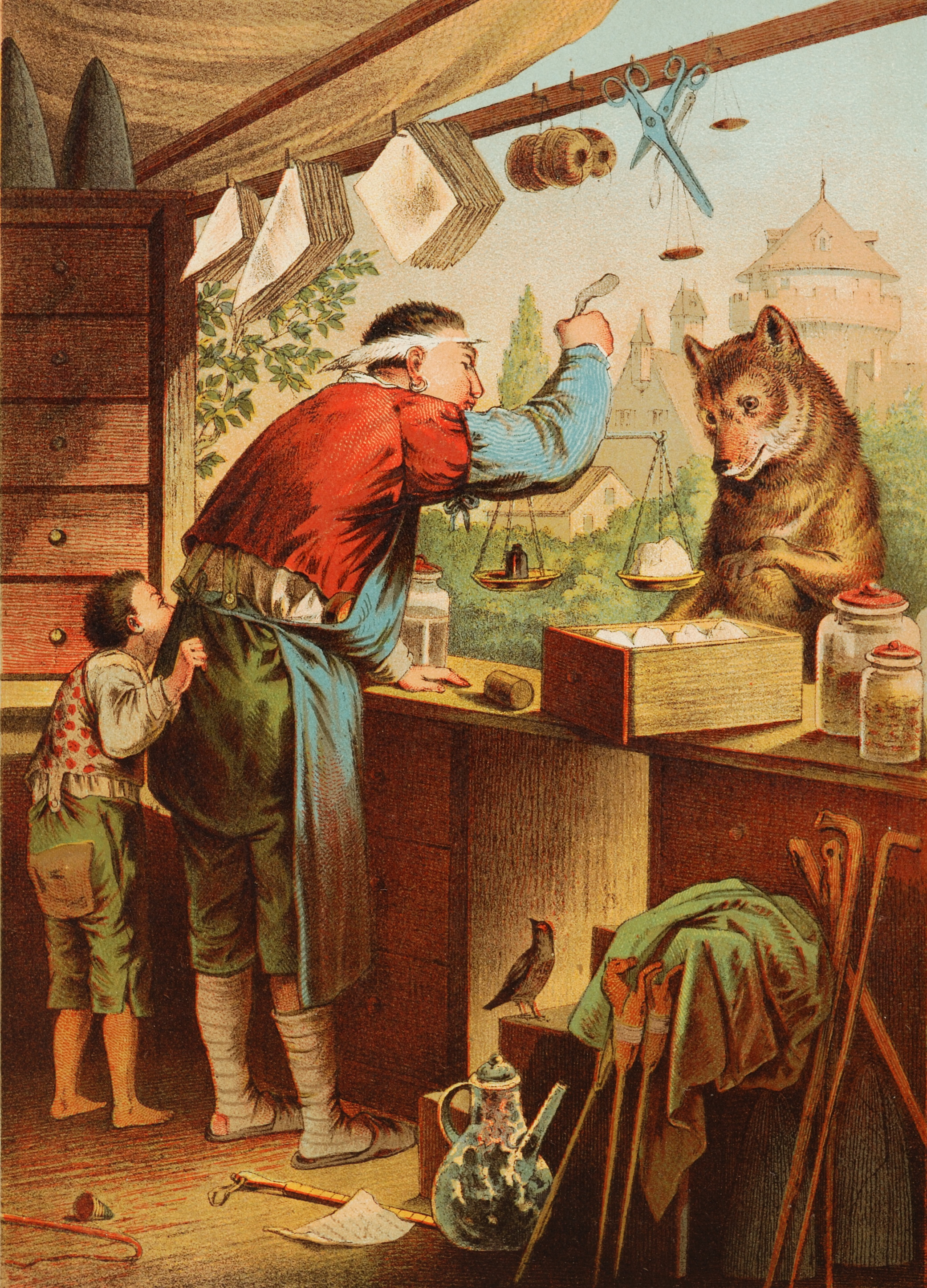
Вовк купує крейду. Карл Офтердінгер

Повернувшись додому, мати-коза бачить розгардіяш, спричинений вовком, і врятоване найменше козеня, яке розповідає їй про те, що сталося. Вона відправляється за вовком і знаходить його, сплячого з набитим шлунком, в якому щось вовтузиться. Мати-коза розтинає вовку живіт і звідти з'являються живими шість козенят, після чого заповнює його живіт камінням. Наступного ранку коза зустріла вовка та запропонувала йому позмагатися в стрибках через багаття, коза перестрибнула, вовк теж стрибнув, але каміння його потягнуло донизу. Отож вовк згорів. Ще один різновид кінцівки — вовк, прокинувшись з камінням в шлунку, захотів пити і пішов до струмка, послизнувся, впав у воду та від тягаря й потонув.

## Екранізації
- « Вовк і семеро козенят» (1957) — мальований мультфільм Петра Носова
- «Вовк і семеро козенят на новий лад» (1975) — ляльковий музичний мультфільм Леоніда Арістова
- « Мама» (1976) — музичний фільм Елізабет Бостан